# Lago Vogorno
O Lago Vogorno é um lago artificial localizado perto Tenero, em Ticino, na Suíça. O reservatório é alimentado pelo Rio Verzasca que é barrado pela Barragem de Verzasca, construída entre 1961 e 1965. A área da superfície da água é 1,68 km 2.